# 埃夫尔
埃夫尔（法語：Esvres，法語發音：[ɛvʁ]），又名安德尔河畔埃夫尔（法語：Esvres-sur-Indre），是法国安德尔-卢瓦尔省的一个市镇，位于该省中部，图尔市区东南，属于图尔区。

## 地理
埃夫尔（47°17'4"N, 0°47'10"E）面积35.85 平方千米，位于法国中央-卢瓦尔河谷大区安德尔-卢瓦尔省，该省份为法国中西部省份，北起萨尔特省、东北接卢瓦-谢尔省，东南接安德尔省，南至维埃纳省，西临曼恩-卢瓦尔省。
与埃夫尔接壤的市镇（或旧市镇、城区）包括：谢尔河畔阿宰、尚布赖莱图尔、科尔默里、拉尔赛、圣布朗、特吕、韦涅、韦雷特。

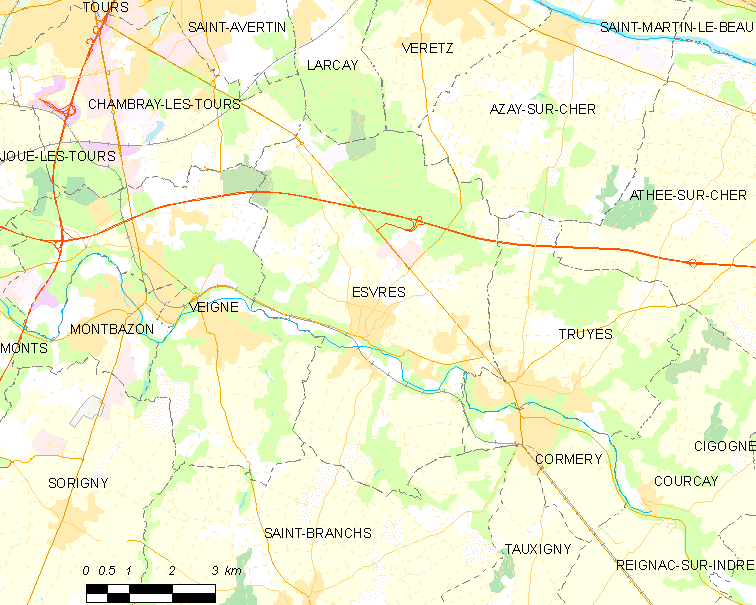
埃夫尔的OSM定位图

埃夫尔的时区为UTC+01:00、UTC+02:00（夏令时）。

## 行政
埃夫尔的邮政编码为37320，INSEE市镇编码为37104。

## 政治
埃夫尔所属的省级选区为蒙镇县。

## 人口

1962-2008年间埃夫尔人口变化图示

埃夫尔于2022年1月1日时的人口数量为6264人。